# Laila Mickelwait
Laila Mickelwait (* 1982 in den USA) ist eine US-amerikanische Anwältin, Aktivistin und Autorin. Sie ist die Gründerin, Direktorin und Leitfigur von Justice Defense Fund.

## Leben
Mickelwait studierte an der Universität von Kalifornien im kalifornischen Riverside Rechts- und Politikwissenschaften und schloss ihr Studium 2005 mit einem Bachelor ab. Ihren Master erhielt sie 2008 von der Annenberg School for Communication und der Dornsife School of International Relations, die zu der University of Southern California gehören. Sie befasste sich mit Menschenhandel, kommerzieller sexueller Ausbeutung durch Pornographie und Prostitution. Darüber hielt sie Vorträge auf Konferenzen und an Universitäten in Australien, Brasilien, Großbritannien, Hongkong, Israel, Italien, Kanada, den Niederlanden, Norwegen, Österreich, Schweiz, Spanien, Südkorea und in den Vereinigten Staaten von Amerika. Ihre Beiträge und Artikel erschienen in BBC News, CNN, Fox News, Newsweek, New York Post, Reuters, The Washington Post, The Guardian, The New Yorker, The New York Times, USA Today und weiteren Publikationsorganen.
Mickelwait gründete 2007 die Hilfsorganisation New Reality International, die sich um die Stärkung junger, verletzlicher Frauen in Haiti kümmerte. Später kam die Organisation Exodus Cry dazu, die 2020 die Kampagne #Traffickinghub ins Leben rief, um die Profiteure des Menschenhandels zur Rechenschaft zu ziehen. 300 Organisationen weltweit unterstützten diese Kampagne und sammelten in einem Jahr in 193 Ländern über 2.000.000 Unterschriften gegen die Ausbeutung von Frauen und Kindern, im Speziellen durch Webseiten wie Pornhub, die von etwa 115 Millionen Personen täglich besucht werden. Sie wies darauf hin, dass dem luxemburgisch-kanadischen Unternehmen Mindgeek, das mit seinen 35 Tochterfirmen pro Jahr ungefähr 450 Millionen Euro Umsatz macht, viele Gratis-Porno-Galerien wie Pornhub, Youporn und Redtube mit insgesamt 13,5 Millionen Videos gehören. Aufgrund von Reportagen in der BBC und der New York Times und auf Druck der Kreditfirmen PayPal, Mastercard und Visa musste Mindgeek Ende 2020 10,6 Millionen Videos löschen lassen, weil deren Herkunft ungeklärt war, so dass mit unfreiwilligen und missbräuchlichen Filmaufnahmen gerechnet werden musste.
Der bekannte US-amerikanische Journalist Nicholas Kristof nahm Bezug auf Recherchen von Mickelwait und publizierte am 4. Dezember 2020 in der New York Times einen aufrüttelnden Bericht über Ausbeutung, Gewalt, Rassismus, Sexismus und Missbrauch von Minderjährigen in Pornhub, wovon die Firma Mindgeek als Eigentümer profitiert habe, ohne die Inhalte zuvor auf Missbrauch zu überprüfen und verantwortlich zu handeln.

## Schriften
- Takedown: Inside the Fight to Shut Down Pornhub for Child Abuse, Rape, and Sex Trafficking, Thesis, 2024, ISBN 978-0-59354-201-9.